# Lago Fitri
El lago Fitri está situado en el centro de Chad cerca de 300 kilómetros al este de la capital del país, Yamena, y a 100 km al oeste de la ciudad de Ati, en el homónimo departamento de Fitri de la región de Batha. La extensión normal del lago es de aproximadamente 50.000 hectáreas, aunque puede triplicarse en los años más húmedos. Es un lago de agua dulce, poco profundo, que es alimentado por las lluvias estacionales y la escorrentía de una cuenca estimada en 70.000 km². La alimentación El principal río que desagua en el lago es el estacional río Batha (Bahr el Batha), que lleva agua desde el macizo Ouaddai hacia el este.
Al igual que en el otro gran lago del país, el lago Chad, no es tan grande como era antes. El normalmente permanente lago puede secarse durante los períodos de sequía severa, tal como ocurrió a principios del siglo XX y de nuevo en 1984-85.
El lago es una fuente importante de alimentos para la población local, ya que más de 3.000 toneladas de peces son capturados cada año.
El 13 de junio de 1990 fue designado en virtud de la Convención de Ramsar como humedal de importancia internacional (nº ref. 486), con un área de protección de 1950 km².